# Guigneville-sur-Essonne
Guigneville-sur-Essonne är en kommun i departementet Essonne i regionen Île-de-France i norra Frankrike. Kommunen ligger i kantonen La Ferté-Alais som tillhör arrondissementet Étampes. År 2022 hade Guigneville-sur-Essonne 876 invånare.

## Befolkningsutveckling
Antalet invånare i kommunen Guigneville-sur-Essonne
| Referens: INSEE |